# ロンブ・カトー
ロンブ・カトー（Kató Lomb, 1909年4月8日 -  2003年6月9日）はハンガリー人で語学に秀でた翻訳者・通訳者そして世界初の同時通訳者達のひとり。
ペーチ生まれ。彼女は大学で物理学と化学の学士号を取得したが、卒業後彼女は「食べるため」に英語の勉強にとりかかった。
彼女は9または10の言葉を流暢に通訳できる。（そのうちの4つは事前準備なしでさえもできる）6言語については、専門的な文献や純文学も翻訳できる。さらに言えば、11言語のジャーナリズムを理解できる。彼女によれば、完全に16言語（ブルガリア語、中国語、デンマーク語、英語、フランス語、ドイツ語、ヘブライ語、イタリア語、日本語、ラテン語、ポーランド語、ルーマニア語、ロシア語、スロバキア語、スペイン語、ウクライナ語）で生活費を得ていた。彼女はこれらの言語の大部分を独学者｛オートディダクト｝で学んだ。彼女は言語学者（言語を教えたり、研究する）でなくリングイシュタ(言語熱中者/言語専門家)と呼ばれることを一番好んでいた。彼女のもくろみは、興味を満たす実際的に役にたつ言語を獲得すること。
彼女が述べていたことによると、言語を実際的に使うことよりも学ぶことのほうが長い生活を彩っていた。本、インタビュー（紙媒体やラジオ）などの表現媒体を通じて、次世代と言語を学ぶことの楽しさを共有していた。通訳者として五つの大陸を訪れ、40か国を見た彼女の経験や冒険談を別の著書（世界を回る通訳者）に楽しさを共有する為に書いた。ブダペストで没。

## 彼女の言語習得方法と原理
彼女のキーワードは「interest興味」この言葉はラテン語のinteresse（本来の意味は“生きる間”）は二つの意味を持つ。メリットまたは興味を合わせてモチベーション「動機づけ」。この意味するところによって下記の質問に答えることができる。
この言語に私はどれくらい興味がある？　この言語で私はどうしたい？　この言語は私にとってどんな意味がある？　この言語は私にとってどんなメリットがある？彼女はいわゆる言語の才能というのを信じていなかった。語学習得技術は分数でモチベーションが分子（最も仕事が忙しい日に10分の時間を作ったときでさえ）にあたり、分母にあたる抑制（話すことを躊躇することやうまく話せないことや笑われることへの恐怖）の一部であるとよく述べていた。彼女の確信によると、モチベーションが強い事と、語学習得の抑制要因が低ければ、早く言語を習得できる。
彼女によれば、次の方法autolexia,autographia,autologia（これらの言葉の要素外は、ギリシア語から由来して、autoの意味するのは自分自身、lexia,graphia,logiaはそれぞれ、読むこと、書くこと、話すことを表す）を用いた。
Autolexiaの意味は、何度も自分自身で読むこと。本には何度も目新しい発見があるので、気になることが尽きないので、飽きることがなく熱中できるだろう。手軽に運べるのでどこでも読むことができる。　Autographiaの意味は、作文を書くこと。自分の考えや経験や毎日の事をまさに今学習している言葉で書こうとする。たとえその内容がばかげていたり、正しくなかったり、少々文字を書き損じたり、分からない単語を書かなくても問題ではない。Autologiaの意味は独り言をすること。自分の考えや道で見たものについて習っている言葉で表現すること、自分と会話する事。
彼女はテキストの人工的な対話でさえ飽きてしまう。彼女の好きな方法はまったく知らないその言語の小説を使うこと。そしてお気に入りのジャンル（推理小説、恋愛小説または専門書）を読みながら言語の文法を推理したり解明したりして自分で「考える」こと。この「考える」とは、文法の大事な基礎や一番大切な単語を知ること。珍しい表現や難しい表現が本を読むことを邪魔しないようにした。大切なことは、いずれまた現れるので必要なときに単語自身が意味を説明する。「より大きな問題は、刑事はどんな種類の藪のうしろにいるかということよりも、読むのを中断することです。つまり本の味わいまたは楽しみを無くすこと。」したがって辞書も特に必要ない。ただ文章を読むムードを壊す事と発見の楽しさを辞書は奪ってしまう。手探りで文章を自分で分かることは、より言語を覚える。その為に常に自分の本を彼女は使った。なぜなら紙の余白に理解した部分を書くためである。そうしながら人間は遅かれ早かれ理解しようとしなくても、言語から何かを学ぶ。なぜなら、犯人はだれだか気になる、恋愛小説で女性は結婚するのかしないのかは気になるから。　ちなみにロンブ・カトーより前にハンガリーのコストラーニィ・デジューもこの方法を使ってポルトガル語を夏の旅行中に習得した。
他の彼女のキーワードはコンテキスト、その単語の意味は周りにある単語によって決まります（面白可笑しくカティーコンテキストとニックネームのように彼女は言われていた）　一番目としては、テキスト（本と話されている、使われている言葉）を理解する為にコンテキストはとても役に立つ、何か分からないものがあったら、度々コンテキストが理解を手助けしてくれる。　二番目としての一つ目は、彼女は単語をひとつだけ覚えることは絶対しないで勉強した、読んでいたコンテキストに基づいて頭に入れていって覚えた（これが最良の勉強の方法かもしれない）二番目としての二つ目は、単語を熟語に埋め込んで覚えた。（たとえば、強い風）これでもしひとつの単語を忘れると、一緒に使った他の単語は、忘れた単語を思い出させる（この効果は英語でトリガーと呼ばれている）沢山の場合、形容詞の表現を使って名詞の性別でさえも自動的に覚える。彼女はこのテンプレート＜ヒント：靴屋の木の足型＞を他の場合も使ったほうがいいと薦めました。
これらのテンプレートは、簡単な構文または簡単な言語表現の例文で、熟語のように話に挿入することができる単位（だいたいの場合は文法的に第一人称を使う）。このテンプレートを使ってもっと簡単に難しい表現でさえも作ることができる。
彼女は間違いや完璧ではないケアレスミスなどによって、学ぶ目的の注意をそがれることや言語を学ぶ楽しさを脇へそらされることのほうがずっと問題だとして、このような点に重点を置いて学び続けたので上手くいった。いろいろな方法を執拗な努力でもって言語の砦を築いた。彼女は自分自身にあまり自信がない人に下記の通り役にたつことばを言った。「言葉は、ひとつも知らないよりも下手だとしても知っているほうがいい唯一の事です。」（ハンガリーの諺で、中途半端の知識よりは知らないほうがいいというのがある。）